# Prix Urhunden

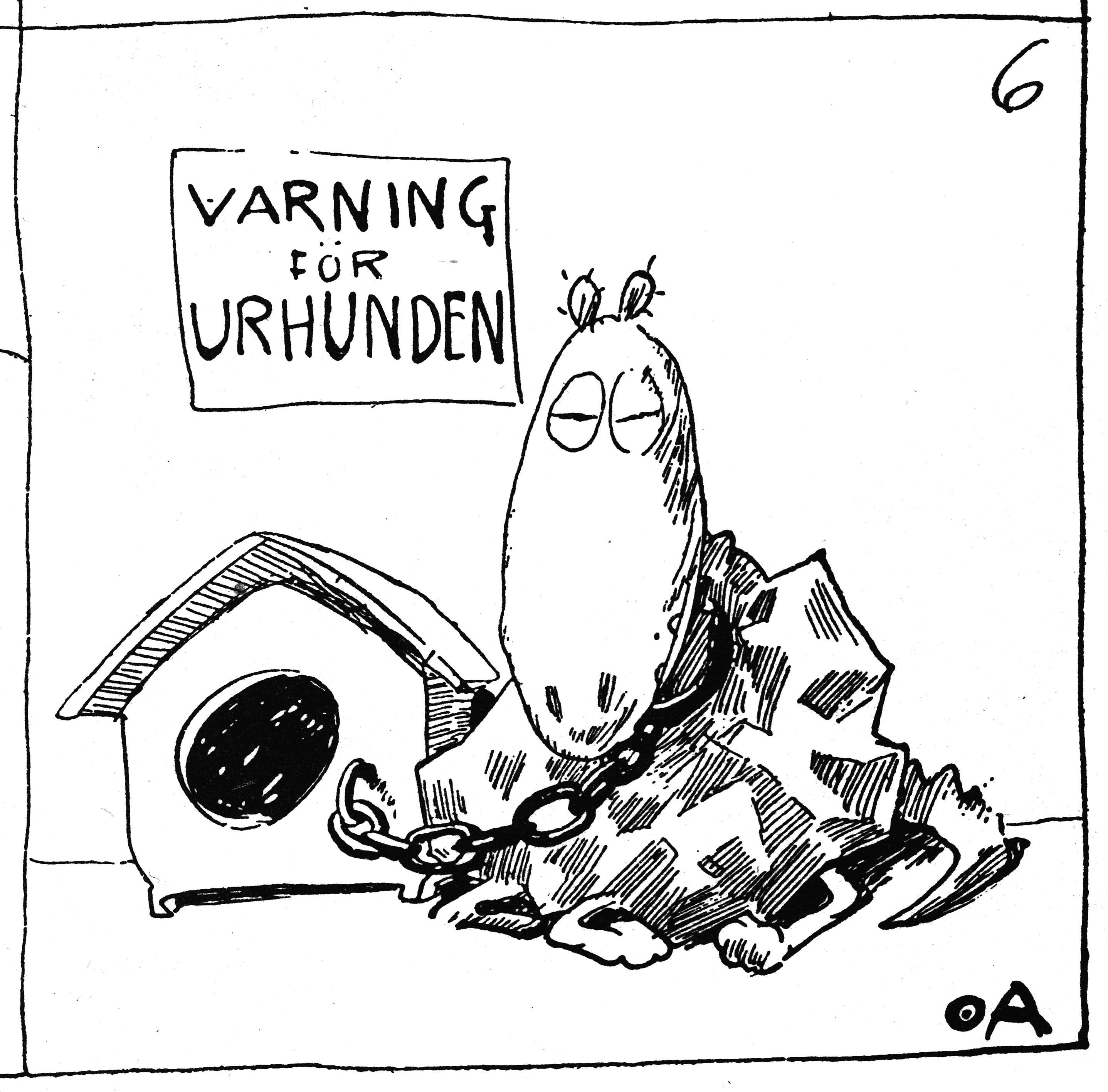
L'Urhunden dessiné par Oskar Andersson au début du XXe siècle.

Les prix Urhunden sont des prix de bande dessinée remis annuellement depuis 1987 par la Seriefrämjandet (en). Ils récompensent un album suédois et un album étranger parus dans l'année en Suède. Un même auteur peut le recevoir plusieurs fois. Leur nom vient d'une créature imaginée par Oskar Andersson (1877-1906), le premier grand auteur suédois.
En 1994, le comité d'organisation a ajouté un prix récompensant une contribution exceptionnelle à la bande dessinée jeunesse en Suède, l'Unghunden, qui ne peut être remis qu'une seule fois.

## Liste des lauréats

### Meilleur album suédois
Ce prix décerné au « meilleur album originellement publié en suédois » (« Originalsvenska album ») est remis depuis 1987, sauf en 2022-2023. Anneli Furmark l'a reçu quatre fois.
| Année | Bande dessinée récompensée                                     | Auteur                    |
| ----- | -------------------------------------------------------------- | ------------------------- |
| 1987  | Alger                                                          | Gunnar Krantz             |
| 1988  | Gas                                                            | Joakim Pirinen            |
| 1989  | Ensamma Mamman                                                 | Cecilia Torudd            |
| 1990  | Arne Anka                                                      | Charlie Christensen       |
| 1991  | Medan kaffet kallnar                                           | Ulf Lundkvist             |
| 1992  | Arne Anka t. 2                                                 | Charlie Christensen       |
| 1993  | Uti vår hage t. 3                                              | Krister Petersson         |
| 1994  | Arne Anka t. 2                                                 | Charlie Christensen       |
| 1995  | Vakuumneger                                                    | Max Andersson             |
| 1996  | Garagedrömmar                                                  | Mats Kjellblad            |
| 1997  | Assar t. 6 : Baron Bosse Story                                 | Ulf Lundkvist             |
| 1998  | Hjärteblod                                                     | Anders Westerberg         |
| 1999  | Allt för konsten                                               | Collectif                 |
| 2000  | Rocky                                                          | Martin Kellerman          |
| 2001  | För fin för denna världen                                      | Daniel Ahlgren            |
| 2002  | Fröken Märkvärdig och karriären                                | Joanna Rubin Dranger      |
| 2003  | 7e étage (Sjunde våningen)                                     | Åsa Grennvall             |
| 2004  | Klas Katt går till sjöss                                       | Gunnar Lundkvist          |
| 2005  | Amatörernas afton                                              | Anneli Furmark            |
| 2006  | Pojken i skogen                                                | Mats Jonsson              |
| 2007  | Jag är din flickvän nu                                         | Nina Hemmingsson          |
| 2008  | Jamen förlåt då                                                | Anneli Furmark            |
| 2009  | Le Couple mort et ses « amis » (Döda paret och deras “vänner”) | Joakim Pirinen            |
| 2010  | Frances t. 1                                                   | Joanna Hellgren           |
| 2011  | Om någon vrålar i skogen                                       | Malin Biller              |
| 2012  | Vi håller på med en viktig grej                                | Sara Hansson              |
| 2013  | Smålands mörker                                                | Henrik Bromander          |
| 2014  | Nattbarn                                                       | Hanna Gustavsson          |
| 2015  | Ce qui se passe dans la forêt (Det som händer i skogen)        | Hilda-Maria Sandgren      |
| 2016  | Hiver rouge (Den röda vintern)                                 | Anneli Furmark            |
| 2017  | Jag håller tiden                                               | Åsa Grennvall             |
| 2018  | Athena : Pappas flicka                                         | Li Österberg              |
| 2019  | Un rêve d'Europe (Drömmen om Europa))                          | Fabian Göranson (sv)      |
| 2020  | Vei bok 2                                                      | Sara Bergmark Elfgren (s) |
| 2020  | Vei bok 2                                                      | Karl Johnsson (d)         |
| 2021  | Walk me to the corner (Gå med mig till hörnet)                 | Anneli Furmark            |
| 2024  | Den naturliga komedin                                          | Ulla Donner               |

### Meilleur album étranger
Ce prix décerné au « meilleur album traduit » (« Översatta album ») est remis depuis 1987, à l'exception de 2022 et 2023. Art Spiegelman, Alan Moore et Marjane Satrapi sont les seuls auteurs à l'avoir reçu deux fois.
| Année | Bande dessinée récompensée (titre suédois)                                                                    | Auteur                           | Nationalité      |
| ----- | --- | -------------------------------- | ---------------- |
| 1987  | Max Fridman t. 2: La Porte d'Orient (Operation Istanbul)                                                      | Vittorio Giardino                | Italie           |
| 1988  | Maus | Art Spiegelman                   | États-Unis       |
| 1989  | Palomar (Den krattande solen)                                                                                 | Gilbert Hernandez                | États-Unis       |
| 1990  | Quéquette Blues (Blues i brallan)                                                                             | Baru                             | France           |
| 1991  | Les Compagnons du crépuscule (Skymningens färdkamrater) t. 3 : Le Dernier Chant des Malaterre (Sirenens sång) | François Bourgeon                | France           |
| 1992  | Watchmen | Alan Moore (scénario)            | Royaume-Uni      |
| 1992  | Watchmen | Dave Gibbons (dessin)            | Royaume-Uni      |
| 1993  | Maus, t. 2 | Art Spiegelman                   | États-Unis       |
| 1994  | Ernie | Bud Grace                        | États-Unis       |
| 1995  | Danmark besat (När kriget kom) t. 5 : Hjemsøgt (1945)                                                         | Morten Hesseldahl (scénario)     | Danemark         |
| 1995  | Danmark besat (När kriget kom) t. 5 : Hjemsøgt (1945)                                                         | Niels Roland (dessin)            | Danemark         |
| 1995  | Danmark besat (När kriget kom) t. 5 : Hjemsøgt (1945)                                                         | Henrik Rehr (encrage et couleur) | Danemark         |
| 1996  | L'Art invisible (Serier: den osynliga konsten)                                                                | Scott McCloud                    | États-Unis       |
| 1997  | Bone : La Grande Course (Den stora kokapplöpningen)                                                           | Jeff Smith                       | États-Unis       |
| 1998  | Karu selli (Karu cell)                                                                                        | Kati Kovács                      | Finlande         |
| 1999  | Ed the Happy Clown                                                                                            | Chester Brown                    | Canada           |
| 2000  | Daddy's Girl (Pappas flicka)                                                                                  | Debbie Drechsler                 | États-Unis       |
| 2001  | Attends... (Vänta lite...)                                                                                    | Jason                            | Norvège          |
| 2002  | Holmenkollen                                                                                                  | Matti Hagelberg                  | Finlande         |
| 2003  | Ghost World                                                                                                   | Daniel Clowes                    | États-Unis       |
| 2004  | Allt för konsten no 4                                                                                         | Collectif                        | Pays nordiques   |
| 2005  | Persepolis t. 1                                                                                               | Marjane Satrapi                  | France/ Iran     |
| 2006  | V pour Vendetta (V for Vendetta)                                                                              | Alan Moore (scénario)            | Royaume-Uni      |
| 2006  | V pour Vendetta (V for Vendetta)                                                                              | David Lloyd (dessin)             | Royaume-Uni      |
| 2007  | Broderies (Broderier)                                                                                         | Marjane Satrapi                  | France/ Iran     |
| 2008  | Olaf G. | Steffen Kverneland               | Norvège          |
| 2008  | Olaf G. | Lars Fiske                       | Norvège          |
| 2009  | The Fixer : Une histoire de Sarajevo (Fixeren)                                                                | Joe Sacco                        | États-Unis       |
| 2010  | Fun Home (Husfrid)                                                                                            | Alison Bechdel                   | États-Unis       |
| 2011  | Là où vont nos pères (Ankomsten)                                                                              | Shaun Tan                        | Australie        |
| 2012  | Tamara Drewe                                                                                                  | Posy Simmonds                    | Royaume-Uni      |
| 2013  | Trop n'est pas assez (Idag är sista dagen på resten av ditt liv)                                              | Ulli Lust                        | Autriche         |
| 2014  | Pyongyang | Guy Delisle                      | Canada ( Québec) |
| 2015  | Putain de guerre ! (Skyttegravskriget 1914–1918)                                                              | Jacques Tardi                    | France           |
| 2016  | L'Ascension du Haut Mal (Epileptisk)                                                                          | David B.                         | France           |
| 2017  | La Propriété                                                                                                  | Rutu Modan                       | Israël           |
| 2018  | L'Arabe du futur t. 3 : 1985-1957 (Framtidens arab, t. 3 : En barndom i Mellanöstern (1985–1987))             | Riad Sattouf                     | France           |
| 2019  | Louis parmi les spectres (Louis och demonerna)                                                                | Fanny Britt (s)                  | Québec           |
| 2019  | Louis parmi les spectres (Louis och demonerna)                                                                | Isabelle Arsenault (d)           | Québec           |
| 2020  | Heimat (Heimat: ett tyskt släktalbum)                                                                         | Nora Krug                        | Allemagne        |
| 2021  | Sourvilo (Survilo)                                                                                            | Olga Lavrentieva                 | Russie           |
| 2024  | Alors que j'essayais d'être quelqu'un de bien (Hur jag försökte bli en god människa)                          | Ulli Lust                        | Autriche         |

### Unghunden
Ce prix, dont le nom signifie « jeune chien, chiot », est décerné depuis 1994 à une personne ou une entité pour sa contribution à la bande dessinée pour enfants en Suède. En 1990, Carl Barks avait reçu un prix Urhunden spécial assimilable à l'Unghunden.
| Année | Lauréat                           | Nationalité |
| ----- | --------------------------------- | ----------- |
| 1994  | Rune Andréasson                   | Suède       |
| 1995  | Peter Madsen                      | Danemark    |
| 1995  | Henning Kure                      | Danemark    |
| 1995  | Per Vadmand                       | Danemark    |
| 1995  | Hans Rancke-Madsen                | Danemark    |
| 1996  | Måns Gahrton                      | Suède       |
| 1996  | Johan Unenge                      | Suède       |
| 1997  | Magnus Knutsson                   | Suède       |
| 1998  | Don Rosa                          | États-Unis  |
| 1999  | Bryan Talbot                      | Royaume-Uni |
| 2000  | Bokfabriken (maison d'édition)    | Suède       |
| 2001  | Carlsen Comics (maison d'édition) | Suède       |
| 2002  | Mats Källblad                     | Suède       |
| 2003  | Kamratposten (périodique)         | Suède       |
| 2004  | Barnse (périodique)               | Suède       |
| 2005  | Johan Andreasson                  | Suède       |
| 2006  | Helena Magnusson                  | Suède       |
| 2007  | Ulf Granberg                      | Suède       |
| 2008  | Lena Furberg                      | Suède       |
| 2009  | Jan Lööf                          | Suède       |
| 2010  | Stefan Diös                       | Suède       |
| 2011  | Positiv förlag (maison d'édition) | Suède       |
| 2012  | Janne Lundström                   | Suède       |
| 2013  | Joakim Gunnarsson                 | Suède       |
| 2013  | Johanna Kristiansson              | Suède       |
| 2014  | Åsa Ekström                       | Suède       |
| 2015  | Claes Reimerthi                   | Suède       |
| 2016  | Helga Boström                     | Suède       |
| 2016  | Melinda Galaczy                   | Suède       |
| 2017  | Josefin Svenske                   | Suède       |
| 2017  | Fabian Göranson                   | Suède       |
| 2018  | Cecilia Torudd                    |             |